# Syzygium sclerophyllum
Syzygium sclerophyllum är en myrtenväxtart som beskrevs av George Henry Kendrick Thwaites. Syzygium sclerophyllum ingår i släktet Syzygium och familjen myrtenväxter.
Artens utbredningsområde är Sri Lanka. Inga underarter finns listade i Catalogue of Life.